# 耶律斜涅赤
耶律斜涅赤（？—？），字撒刺。辽国政治军事人物。

## 经历
六院部舍利裹古直一族。原本字锋怨，早年隶属于耶律阿保机幕下，曾因疾病，喝下耶律阿保机亲赐的一樽酒，病竟好了。契丹语把酒樽叫“撒刺 ”，因此他被下诏改字“撒刺 ”。
耶律阿保机即位，命他掌握心腹部门。天赞初年，迭刺部分为北、南院，耶律斜涅赤任北院夷离堇。耶律阿保机西征至流沙，威声大振，诸夷溃散，就命斜涅赤招抚他们。
后来辽国与渤海国的战争爆发，辽军攻克扶余城，耶律斜涅赤跟从太子大元帅耶律倍率众夜围上京龙泉府忽汗城，大僄掇投降。后来渤海国人又叛乱，辽国命令诸将分地攻之。耶律斜涅赤感励士伍，亲自登上女墙作战，敌人受震慑，不敢抵抗，辽军胜利。
天显年间去世，享年虚岁七十，被认为是佐命功臣之一。有侄耶律老古、耶律颇德。

## 延伸阅读
[在维基数据编辑]
 《遼史/卷73》，出自脱脱《遼史》